# Педро Родрігес (боксер)
Педро Родрігес Браун (ісп. Pedro Rodriguez Brown; нар. 18 вересня 1986, Куба) — кубинський професійний боксер, що виступає у першій важкій ваговій категорії (90,72 кг / 200 фунтів).

## Біографія
Народився на Кубі, там же почав займатися боксом. Був срібним призером Чемпіонату Куби у ваговій категорії до 91 кг. Входив до складу національної збірної своєї країни. З моменту переходу в професіонали Педро проживає в американському місті Маямі (штат Флорида). Його тренером і менеджером є місцевий фахівець Осмірі Фернандес.

## Суперники
Перший бій на професфйному ринзі провів 2 лютого 2010 року в місті Форт-Лоудердейл, Флорида, США проти досвідченого домініканця Гіларіо Гузмана, який до того провів вже 42 поєдинки, втім у 28 з них він програв, 6 звів унічию і лише у 8 святкував перемогу. Родрігес впевнено переміг технічним нокаутом у третьому раунді чотирираундового поєдинку. З тих пір він провів вже 23 поєдинків проти суперників, які були або новачками на професійному ринзі, або проти бійців, в пасиві яких було, зазвичай, більше поразок, ніж перемог. Родрігес, як правило, впевнено їх перемагав, завершивши достроково 19 з цих боїв. У передостанньому поєдинку Родрігес завоював вакантний пояс WBA Fedelatin в першій важкій вазі, перемігши досить сильного домініканця Енді Переса, який мав за плечима 19 перемог при 2 поразках. Першої, і поки що останньої поразки Родрігес зазнав 3 лютого 2012 року технічним нокаутом в бою проти сильного росіянина даргінського походження Магомеда Абдусаламова, який на той момент мав перемоги у 12 поєдинках з 12.
У листопаді 2015 було оголошено, що наступним суперником інтерконтинентального чемпіона WBO українця Олександра Усика став Педро Родрігес. На час бою Родрігес посідав 14-те місце у рейтингу WBA (листопад 2015). Бій закінчився перемогою Олександра Усика нокаутом у сьомому раунді.

## Статистика боїв
| №  | Дата       | Результат | Спосіб                    | Раунд    | Вага (кг) | Противник                                    | Вага против ника | Статистика боїв противника | Місце проведення поєдинку                                            | Примітки                                                                          |
| -- | ---------- | --------- | ------------------------- | -------- | --------- | -------------------------------------------- | ---------------- | -------------------------- | -------------------------------------------------------------------- | --------------------------------------------------------------------------------- |
| 29 | 06.10.2018 | Поразка   | Технічний нокаут          | 4 (з 8)  |           | Дармані Рок США                              |                  | 12-0-0                     | 2300 Arena, Філадельфія США                                          |                                                                                   |
| 28 | 19.05.2018 | Поразка   | Технічний нокаут          | 2 (з 8)  |           | Андрій Афонін Росія                          |                  | 5-0-0                      | Kansas Star Arena, Малвейн США                                       |                                                                                   |
| 27 | 17.03.2018 | Поразка   | Технічний нокаут          | 4 (з 6)  |           | Скотт Александер США                         |                  | 13-2-2                     | DoubleTree Hotel, Орандж США                                         |                                                                                   |
| 26 | 04.11.2017 | Поразка   | Технічний нокаут          | 2 (з 8)  |           | Лаго Кіладзе Грузія                          |                  | 25-1-0                     | Barclays Center, Бруклін США                                         |                                                                                   |
| 25 | 17.09.2016 | Перемога  | Одностайне рішення суддів | 6 (з 6)  |           | Террел Джамал Вудс США                       |                  | 9-29-6                     | Charles Walker Recreation Center, Данвілл США                        |                                                                                   |
| 24 | 12.12.2015 | Поразка   | Технічний нокаут          | 7 (з 12) | 94,0      | Олександр Усик Україна                       | 90,7             | 8-0-0                      | Палац спорту (Київ), Україна                                         | Для Родрігеса нетитульний бій через зайву вагу. Родрігес в нокдауні у 6-му раунді |
| 23 | 04.09.2015 | Перемога  | Технічний нокаут          | 3 (з 10) | 91,2      | Роберто Джименес Домініканська Республіка    | 93,4             | 0-8-0                      | Gimnasio Wilfredo Rivera, Ла-Вікторія Домініканська Республіка       |                                                                                   |
| 22 | 05.06.2015 | Перемога  | Технічний нокаут          | 2 (з 11) | 90,7      | Енді Перес Домініканська Республіка          | 89,8             | 19-2-0                     | Casa de los Clubes, Санто-Домінго, Домініканська Республіка          | Вакантний пояс WBA Fedelatin в першій важкій вазі                                 |
| 21 | 21.04.2015 | Перемога  | Технічний нокаут          | 3 (з 8)  | 93,4      | Анеуді Мартес Домініканська Республіка       | 89,8             | 4-22-2                     | Club Maquiteria, Санто-Домінго, Домініканська Республіка             | Мартес в нокдауні у 1 раунді                                                      |
| 20 | 07.03.2015 | Перемога  | Одностайне рішення суддів | 6 (з 6)  | 99,8      | Карлос Пена Домініканська Республіка         | 96,6             | 2-6-1                      | Casa de los Clubes, Санто-Домінго, Домініканська Республіка          | Пена в нокдауні у 3 раунді                                                        |
| 19 | 07.02.2015 | Перемога  | Технічний нокаут          | 1 (з 8)  | 81,6      | Еліас Рамірес Домініканська Республіка       | 82,1             | 0-4-0                      | Casa de los Clubes, Санто-Домінго, Домініканська Республіка          |                                                                                   |
| 18 | 10.01.2015 | Перемога  | Технічний нокаут          | 1 (з 8)  | 79,4      | Цезар Гіл Домініканська Республіка           | 81,6             | 1-9-0                      | Casa de los Clubes, Санто-Домінго, Домініканська Республіка          |                                                                                   |
| 17 | 16.12.2014 | Перемога  | Технічний нокаут          | 2 (з 8)  | 81,6      | Хосе Фелікс Домініканська Республіка         | 83,9             | 0-10-1                     | Coliseo Pedro Julio Nolasco, Ла-Романа, Домініканська Республіка     |                                                                                   |
| 16 | 27.04.2013 | Перемога  | Технічний нокаут          | 6 (з 8)  | 88,7      | Вільям Гіл США                               | 83,0             | 9-29-0                     | Benton Convention Center, Вінстон-Сейлем, Північна Кароліна, США     |                                                                                   |
| 15 | 23.03.2013 | Перемога  | Технічний нокаут          | 1 (з 8)  | 83,9      | Антоніо Рамірес Домініканська Республіка     | 84,8             | 2-1-0                      | Club Maquiteria, Санто-Домінго, Домініканська Республіка             |                                                                                   |
| 14 | 30.10.2012 | Перемога  | Технічний нокаут          | 2 (з 10) | 87,1      | Енерсідо Мармолехос Домініканська Республіка | 88,0             | 0-1-0                      | Gimnasio Joan Guzman, Гуачупіта, Домініканська Республіка            |                                                                                   |
| 13 | 26.07.2012 | Перемога  | Технічний нокаут          | 3 (з 10) | 96,6      | Клеуді Матос Домініканська Республіка        | 91,2             | 0-1-0                      | Coliseo Carlos 'Teo' Cruz, Санто-Домінго, Домініканська Республіка   |                                                                                   |
| 12 | 23.07.2012 | Перемога  | Технічний нокаут          | 2 (з 8)  | 93,4      | Нарцисо Араухо Домініканська Республіка      | 98,4             | 0-4-0                      | Coliseo Carlos 'Teo' Cruz, Санто-Домінго, Домініканська Республіка   |                                                                                   |
| 11 | 11.07.2012 | Перемога  | Технічний нокаут          | 2 (з 8)  | 96,6      | Клеуді Матос Домініканська Республіка        | 94,8             | Дебют                      | Coliseo Carlos 'Teo' Cruz, Санто-Домінго, Домініканська Республіка   | Зупинка поєдинку у зв'язку з двома нокдаунами і нерівним боєм                     |
| 10 | 07.07.2012 | Перемога  | Технічний нокаут          | 3 (з 10) | 95,3      | Віктор Родрігес Мексика                      | 99,8             | 2-0-0                      | Coliseo Carlos 'Teo' Cruz, Санто-Домінго, Домініканська Республіка   |                                                                                   |
| 9  | 03.02.2012 | Поразка   | Технічний нокаут          | 2 (з 4)  | 110,2     | Магомед Абдусаламов Росія                    | 103,0            | 12-0-0                     | Texas Station Casino, Лас-Вегас, Невада, США                         |                                                                                   |
| 8  | 11.11.2011 | Перемога  | Одностайне рішення суддів | 4 (з 4)  | 109,7     | Кріс Барнетт США                             | 132,4            | 1-1-0                      | A La Carte Event Pavilion, Тампа, Флорида, США                       |                                                                                   |
| 7  | 14.10.2011 | Перемога  | Нокаут                    | 1 (з 6)  | 107,7     | Франциско Альварес Пуерто-Рико               | 108,4            | 12-3-0                     | Civic Center, Кіссіммі, Флорида, США                                 |                                                                                   |
| 6  | 27.08.2011 | Перемога  | Нокаут                    | 3 (з 8)  |           | Адольфо Лізарагга Мексика                    |                  | 1-0-0                      | Gimnasio Marcelino Gonzalez, Сакатекас, Сакатекас, Мексика           |                                                                                   |
| 5  | 23.04.2011 | Перемога  | Одностайне рішення суддів | 6 (з 6)  | 88,2      | Хуан Хосе Руїз США                           | 86,9             | 6-7-0                      | Miami-Dade County Fair & Expo, Маямі, Флорида, США                   |                                                                                   |
| 4  | 17.12.2010 | Перемога  | Технічний нокаут          | 2 (з 4)  | 87,8      | Ті Джей Кук США                              | 90,0             | 1-0-0                      | American Airlines Arena, Маямі, Флорида, США                         |                                                                                   |
| 3  | 24.08.2010 | Перемога  | Нокаут                    | 6 (з 6)  | 80,9      | Абдула Дабі Мексика                          | 80,2             | 4-0-0                      | Seminole Hard Rock Hotel and Casino, Голлівуд, Флорида, США          |                                                                                   |
| 2  | 04.06.2010 | Перемога  | Технічний нокаут          | 1 (з 4)  | 86,9      | Кристофер Бойкінс США                        | 91,9             | 1-5-0                      | FIU Fuchs Pavilion, Маямі, Флорида, США                              |                                                                                   |
| 1  | 05.02.2010 | Перемога  | Технічний нокаут          | 3 (з 4)  | 85,5      | Гіларіо Гузман Домініканська Республіка      | 91,6             | 8-28-6                     | NSU Arena, Don Taft University Center, Форт-Лоудердейл, Флорида, США |                                                                                   |